# Municipio de Atlixtac
El municipio de Atlixtac es uno de los 85 municipios que componen el estado mexicano de Guerrero. La cabecera municipal es Atlixtac.

## Toponimia
El nombre «Atlixtac» proviene del náhuatl y se interpreta como "en el agua blanca".
El Gran Diccionario Náhuatl señala que la expresión atl iztac significa “agua blanca”.

## Geografía
El municipio integra la Región de La Montaña, entre 1000 y 2600 m s. n. m. de altitud.
Sus coordenadas geográficas extremas son 99°04'45.84" W - 98°45'47.88" W de longitud oeste y 17°17'26.52" N - 17°39'39.24" N de latitud norte.
Atlixtac tiene una superficie aproximada de 575 km². Limita al este con los municipios de Copanatoyac y Tlapa de Comonfort, al noreste con el municipio de Cualác, al norte con el municipio de Ahuacuotzingo, al oeste con el municipio de Chilapa de Álvarez, al sur con el municipio de Acatepec, al sureste con el municipio de Zapotitlán Tablas y al suroeste con el municipio de José Joaquín de Herrera.
Según la clasificación climática de Köppen, el clima corresponde al tipo Aw - Tropical seco.

## Demografía
De acuerdo a los resultados del Censo de Población y Vivienda de 2020 realizado por el Instituto Nacional de Estadística y Geografía, la población total del municipio es de 28 491 habitantes, lo que representa un crecimiento promedio de 0.80% anual en el período 2010-2020 sobre la base de los 26 341 habitantes registrados en el censo anterior. Al año 2020 la densidad del municipio era de 49,68 hab/km².
| Gráfica de evolución demográfica de Municipio de Atlixtac entre 2000 y 2020 |
|                                                                             |
| Fuente: Instituto Nacional de Estadística Geografía e Informática           |

El 47.4% de los habitantes eran hombres y el 52.6% eran mujeres. El 69.4% de los habitantes mayores de 15 años (11 980 personas) estaba alfabetizado. 

Más del 70% de la población, (20 813 personas), es indígena. Las lenguas indígenas con mayor número de hablantes son las mixtecas, mazatecas, mixe, náhuatl, tlapaneco y triqui.
En el año 2010 estaba clasificado como un municipio de grado muy alto de vulnerabilidad social, con el 66.02% de su población en estado de pobreza extrema. Según los datos obtenidos en el censo de 2020, la situación de pobreza extrema afectaba al 57.1% de la población (16 833 personas).

### Localidades
En el censo de 2020 el municipio de Atlixtac contaba con 93 localidades.
| Código INEGI      | Localidad                  | Población (2020) |
| ----------------- | -------------------------- | ---------------- |
| 120100001         | Atlixtac                   | 3 733            |
| 120100039         | Tlatlauquitepec            | 2 646            |
| 120100046         | Zoquitlán                  | 1 726            |
| 120100060         | San Pedro Huitzapula Norte | 1 471            |
| 120100009         | Caxitepec                  | 1 216            |
| Otras localidades | Otras localidades          | 17 699           |
| Total municipal   | Total municipal            | 28 491           |

## Salud y educación
En 2010 el municipio tenía un total de 14 unidades de atención de la salud, con 19 personas como personal médico. Existían 39 escuelas de nivel preescolar, 48 primarias, 16 secundarias, 2 bachilleratos y 35 escuelas primarias indígenas.

## Actividades económicas
Según el número de unidades destinadas a cada sector, las principales actividades económicas del municipio son el comercio minorista, la prestación de servicios de alojamiento temporal y preparación de alimentos y bebidas y, en menor escala, la elaboración de productos manufacturados.